# HK Acroni Jesenice 2008/09
Sezona 2008/09 je bila za HK Acroni Jesenice 18. sezona od osamosvojitve. To je bila 3. sezona v Avstrijski hokejski ligi, ob tem je klub zaigral še v končnici Slovenske hokejske lige, v katero je bil avtomatično uvrščen.

## Redni del Avstrijske hokejske lige

### Končna lestvica
| #   | Klub                      | OT | Z  | PP | P  | GR      | T  |
| --- | ------------------------- | -- | -- | -- | -- | ------- | -- |
| 1.  | EC KAC                    | 54 | 38 | 4  | 16 | 204:141 | 80 |
| 2.  | Vienna Capitals           | 54 | 33 | 7  | 21 | 203:162 | 73 |
| 3.  | EC Red Bull Salzburg      | 54 | 32 | 4  | 22 | 200:157 | 68 |
| 4.  | VSV EC                    | 54 | 31 | 5  | 23 | 183:153 | 67 |
| 5.  | EHC Black Wings Linz      | 54 | 30 | 3  | 24 | 166:144 | 63 |
| 6.  | HK Acroni Jesenice        | 54 | 24 | 6  | 30 | 179:197 | 54 |
| 7.  | Graz 99ers                | 54 | 24 | 6  | 30 | 124:154 | 54 |
| 8.  | HC TWK Innsbruck          | 54 | 24 | 6  | 30 | 153:186 | 54 |
|     |                           |    |    |    |    |         |    |
| 9.  | Alba Volán Székesfehérvár | 54 | 17 | 9  | 37 | 129:178 | 43 |
| 10. | HDD Tilia Olimpija        | 54 | 17 | 7  | 37 | 131:200 | 41 |

## Končnica Slovenske hokejske lige
Klub je bil avtomatično uvrščen v polfinale končnice državnega prvenstva.

## Postava
| Vratarji | Vratarji  | Vratarji       | Vratarji    | Vratarji             | Vratarji |
| -------- | --------- | -------------- | ----------- | -------------------- | -------- |
| #        |           | Igralec        | Boljša roka | Kraj rojstva         |          |
| 1        | Slovenija | Andrej Hočevar | leva        | Ljubljana, Slovenija |          |
| 30       | Slovenija | Gaber Glavič   | leva        | Jesenice, Slovenija  |          |
| 33       | Slovenija | Peter Škrabelj | leva        | Ljubljana, Slovenija |          |

| Branilci | Branilci  | Branilci            | Branilci    | Branilci             | Branilci |
| -------- | --------- | ------------------- | ----------- | -------------------- | -------- |
| #        |           | Igralec             | Boljša roka | Kraj rojstva         |          |
| 3        | Slovenija | Žiga Svete          | leva        | Bled, Slovenija      |          |
| 7        | Slovenija | Matevž Erman        | leva        | Žirovnica, Slovenija |          |
| 10       | Slovenija | Dejan Varl          | leva        | Jesenice, Slovenija  |          |
| 11       | Slovenija | Maks Selan          | leva        | Jesenice, Slovenija  |          |
| 23       | Slovenija | Damjan Dervarič     | leva        | Ljubljana, Slovenija |          |
| 27       | Slovenija | Miha Rebolj         | leva        | Jesenice, Slovenija  |          |
| 28       | Slovenija | Aleš Kranjc         | leva        | Jesenice, Slovenija  |          |
| 34       | Slovenija | Luka Pogačnik       |             |                      |          |
| 51       | Slovenija | Mitja Robar         | leva        | Maribor, Slovenija   |          |
| 67       | Slovenija | Gašper Sušanj       | leva        | Jesenice, Slovenija  |          |
| 77       | Slovenija | Uroš Vidmar         | leva        | Jesenice, Slovenija  |          |
| 86       | Slovenija | Sabahudin Kovačević | desna       | Jesenice, Slovenija  |          |
| 88       | Slovenija | Sašo Rajsar         | leva        |                      |          |

| Napadalci | Napadalci | Napadalci          | Napadalci | Napadalci   | Napadalci                   |
| --------- | --------- | ------------------ | --------- | ----------- | --------------------------- |
| #         |           | Igralec            | Položaj   | Boljša roka | Kraj rojstva                |
| 8         | Slovenija | Žiga Jeglič        | F         | leva        | Bled, Slovenija             |
| 9         | Slovenija | Tomaž Razingar     | F         | leva        | Bled, Slovenija             |
| 12        | Slovenija | David Rodman       | F         | leva        | Rodine, Slovenija           |
| 14        | Slovenija | Boris Pretnar      | F         | desna       | Bled, Slovenija             |
| 16        | Slovenija | Miha Brus          | F         | leva        | Jesenice, Slovenija         |
| 18        | Slovenija | Marjan Manfreda    | RW        | leva        | Bohinjska Bela, Slovenija   |
| 22        | Slovenija | Marcel Rodman      | F         | desna       | Rodine, Slovenija           |
| 24        | Slovenija | Anže Terlikar      | W         | leva        | Kropa, Slovenija            |
| 25        | Švedska   | Conny Strömberg    | C         | leva        | Örnsköldsvik, Švedska       |
| 31        | Slovenija | Rok Jakopič        | F         | leva        | Jesenice, Slovenija         |
| 32        | Kanada    | Jean-Philippe Pare | F         | leva        | Quebec City, Québec, Kanada |
| 41        | Slovenija | Klemen Žbontar     | F         | leva        | Jesenice, Slovenija         |
| 46        | Slovenija | Gregor Polončič    | F         | leva        | Ljubljana, Slovenija        |
| 71        | Slovenija | Jure Dolinšek      | F         | desna       |                             |
| 72        | Slovenija | Andrej Židan       | F         | leva        |                             |
| 84        | Slovenija | Andrej Hebar       | F         | leva        | Ljubljana, Slovenija        |
| 91        | Slovenija | Tomo Hafner        | C         | leva        | Jesenice, Slovenija         |

### Prihodi med sezono
| Prišli med sezono | Prišli med sezono | Prišli med sezono | Prišli med sezono | Prišli med sezono  | Prišli med sezono |              |
| ----------------- | ----------------- | ----------------- | ----------------- | ------------------ | ----------------- | ------------ |
| #                 |                   | Igralec           | Položaj           | Prva tekma v klubu | Boljša roka       | Kraj rojstva |
| 44                | Kanada            | Conrad Martin     | Branilec          | 9. januar 2009     | desna             |              |

## Trener
| Trenerska statistika    | Trenerska statistika | Trenerska statistika | Trenerska statistika | Trenerska statistika | Trenerska statistika |              |
| ----------------------- | -------------------- | -------------------- | -------------------- | -------------------- | -------------------- | ------------ |
|                         | Trener               | Prva tekma v klubu*  | Zadnja tekma v klubu | Zmag                 | Porazov              | Kraj rojstva |
| Združene države Amerike | Doug Bradley         | 19. september 2008   | trenutni trener      |                      |                      |              |

*Pod prva tekma v klubu je navedena prva tekma tega trenerja v tekmovanju, torej Avstrijski hokejski ligi. Pripravljalne tekme so izvzete.